# Apenburg-Winterfeld
Apenburg-Winterfeld är en kommun i Altmarkkreis Salzwedel i förbundslandet Sachsen-Anhalt i Tyskland.
Kommunen bildades den 1 juli 2009 genom en sammanslagning av de tidigare kommunerna Apenburg, Altensalzwedel och Winterfeld.
Kommunen ingår i förvaltningsgemenskapen Beetzendorf-Diesdorf tillsammans med kommunerna Beetzendorf, Dähre, Diesdorf, Jübar, Kuhfelde, Rohrberg och Wallstawe.